# Verliebt in Berlin – Das Ja-Wort
Verliebt in Berlin – Das Ja-Wort ist ein deutscher Fernsehfilm. Der Spielfilm stellt das Finale der ersten Staffel der Serie Verliebt in Berlin aus den Jahren 2005–2006 dar. Erstmals und einmalig wurde ein Spielfilm basierend auf einer Telenovela gedreht.

## Handlung
Nachdem David Lisa vor dem Kerimagebäude einen Heiratsantrag gemacht hat, ist Lisa enttäuscht von David und lehnt seinen Antrag ab. Inka versucht David aufzubauen – vergeblich. Daraufhin sucht Lisa ihren besten Freund Jürgen in seinem Kiosk auf, dem sie von diesem Ereignis erzählt. Auch ihr künftiger Verlobter Rokko erfährt von Davids Antrag, ist jedoch froh, dass Lisa abgelehnt hat.
Zu Lisas und Rokkos Hochzeit sind Mariella und Lars aus Boston zurück nach Deutschland gekommen. Sabrina kann ihr Glück kaum fassen ihre beste Freundin wieder begrüßen zu können. Mariella erfährt von Sabrina, dass David unsterblich in Lisa verliebt ist und hat Mitleid mit ihrem Ex-Verlobten.
Richard hat Sophie aufgesucht und verlangt nun von ihr das gesamte Lösegeld von Davids Entführung. Richard ist aus dem Gefängnis geflohen und wird von der Polizei in der Ukraine vermutet.
Helga steckt mitten in den Vorbereitungen von Lisas Hochzeit. Aufgrund des Ereignisses mit David hat Lisa schlechte Laune und möchte keinen Polterabend veranstalten. Besonders ihr Vater Bernd ist darüber enttäuscht. Daraufhin will David für Lisa als Liebesbeweis ihren Polterabend ausrichten. Auf der Arbeit entschuldigt David sich bei Lisa. Nach etwas Überlegung sagen Lisa und Rokko David zu.
Während Helga bei Kerima mitten in den Vorbereitungen für den Polterabend steckt, taucht Agnes auf, die ebenfalls zu Lisas Hochzeit aus dem Schwarzwald angereist ist. Bernd und David beginnen, die Dachterrasse vorzubereiten. Bernd offenbart David bei einem Gespräch, dass er lieber David an Lisas Seite gesehen hätte. Währenddessen bietet Helga Rokko das „Du“ an.
Bei der Brautkleidanprobe in Hugos Atelier trifft Lisa wieder auf Agnes und lässt mit ihr die Zeit Revue passieren. Lisa hat einen Arzttermin und trennt sich dort von ihrer Zahnspange. Mit einem neuen Lächeln ist Lisa noch glücklicher als zuvor.
Lisas und Rokkos Polterabend beginnt und ist ein voller Erfolg. Am Abend erzählt Bernd David von Lisas Lieblingslied, das er ihr immer vor dem Schlafengehen vorgesungen hat. So singt David für Lisa auf der Bühne Peter Maffays Über Sieben Brücken musst du geh’n. Lisa merkt, dass David noch immer Hintergedanken hat und verschwindet wortlos. Rokko will ihr folgen, doch Agnes und Inka hindern ihn daran. Rokko wird von den Frauen beschlagnahmt, die mit ihm seinen Junggesellenabend feiern.
David sucht Lisa auf. Lisa bedankt sich bei David für die Feier. Nach dem gemeinsamen Gespräch nutzt David Lisas Angetrunkenheit aus und küsst sie. Als Lisa die Situation bewusst wird, ist sie schwer enttäuscht und bricht mit David. Rokko, der in diesem Moment dazugekommen ist, schlägt David nieder. Danach bringt er Lisa nach Hause.
Richard beobachtet die Feiergesellschaft und führt nichts Gutes im Schilde. Er trifft sich mit einer windigen Person, die ihm eine Bombe verkauft. Diese montiert Richard heimlich an der Hochzeitskirche von Lisa und Rokko.
Rokko tröstet Lisa und bringt sie nach Göberitz. Am Tag darauf will David endgültig mit seinem Segelboot wegfahren. Mariella kommt ihn besuchen und versucht ihn zu überzeugen, mit Lisa im Guten auseinanderzugehen. Mariella besucht ebenfalls Lisa im Atelier, während sie sich auf ihre Hochzeit vorbereitet.
Die Gäste nehmen so langsam ihren Platz in der Kirche ein. Wunderschön taucht Lisa in der Kirche auf. Während die Trauung beginnt, macht sich David auf dem Weg in die Kirche. Vor der Kirche trifft David auf Richard, der Böses im Schilde führt. David will Lisa, seine Familie und seine Freunde in der Kirche beschützen und kämpft mit Richard, um die Bombe zu stoppen. Bei der Rangelei wird David von Richard angeschossen. Lisa hört den Schuss und die Hochzeitsgesellschaft rennt nach draußen. Lisa findet den verletzten David vor, hört auf ihr Herz und entscheidet sich schließlich gegen Rokko und für David. Rokko zieht enttäuscht von dannen. Richard wird von seiner Mutter ins Gesicht geschlagen und von Polizei abgeführt. Kurze Zeit später heiraten Lisa und David in der Kirche.
Lisa und David verlassen nach der Trauung Berlin mit Davids Segelboot.

## Cast
Die Hauptrollen spielen wie in der Serie Alexandra Neldel und Mathis Künzler. Des Weiteren treten alle Hauptdarsteller der Serie im Spielfilm auf. Bianca Hein, Susanne Szell, Karim Köster und Clayton Nemrow, die schon vorher den Cast verlassen haben, kommen im Spielfilm für einen Gastauftritt zurück. Alle Hauptdarsteller der Serie sind vertreten, bis auf Matthias Dietrich als Timo Pietsch, der in der Serie wegen seines Studiums verreisen musste.
Der Spielfilm ist gleichzeitig der letzte Auftritt in der Serie für Mathis Künzler als David Seidel, Manuel Cortez als Rokko Kowalski, Nina Gnädig als Sabrina Hofmann, Bianca Hein als Mariella van der Lohe, Karim Köster als Richard von Brahmberg, Stefanie Höner als Inka Pietsch und Clayton Nemrow als Lars van der Lohe.
Alexandra Neldel (Lisa Plenske), Laura Osswald (Hannah Refrath) sowie Susanne Szell (Agnes Hetzer) verlassen ab dieser Folge ebenfalls die Serie, Neldel kehrt in der zweiten Staffel noch einmal für einen Gastauftritt zurück, ebenso wie Osswald, die im Laufe der zweiten Staffel die weibliche Hauptrolle der Serie übernimmt. Szell ist in der zweiten Staffel in einer anderen Rolle wieder im Hauptcast der Serie vertreten.

## Alternatives Ende
Während der Verhandlungen über die Verlängerung der Serie ließ sich Neldel, die mit Künzler seit Drehbeginn ein gespanntes Verhältnis innehatte, vertraglich zusichern, dass sie in ihrer Rolle der Lisa in der letzten Episode nicht David, sondern Rokko ehelichen würde. Bei den Verantwortlichen stieß Neldels Bedingung auf Kritik. Um sich mit der Schauspielerin jedoch nicht zu überwerfen, einigte man sich darauf, kurz vor dem Finale mittels einer Marktanalyse zu ergründen, welches Ende die Sendung nach Zuschauermeinung nehmen sollte. Folgerecht wurde für das am 1. September 2006 in der Primetime ausgestrahlte, über 90-minütige Finale zwei alternative Versionen gedreht, eines mit David und eines mit Rokko. Die in Auftrag gegebene Analyse kürte schließlich David zum Favoriten und späteren Gatten Lisas.
Das alternative Ende wurde ab dem 18. November 2006 kostenpflichtig auf maxdome zur Verfügung gestellt. Zudem ist das Finale mit Rokko in der DVD-Box enthalten.
Ein weiteres alternatives Ende wurde ab Dezember 2006 auf der Videoplattform MyVideo gezeigt, in welchem Lisa und Richard sowie Rokko und David zueinanderfinden.

## Ausstrahlung und Einschaltquoten
Im Vorhinein zum Finale wurde ab 19:15 Uhr ein einstündiger Countdown ausgestrahlt. In der werberelevanten Zielgruppe sahen 2,01 Millionen Zuschauer bei einem Marktanteil von 25,5 Prozent zu. Der Gesamtzuschaueranteil lag bei 3,89 Millionen.
Die Finalfolge avancierte zum Quotenerfolg. So verfolgten durchschnittlich 7,35 Millionen Zuschauer bei 25,9 Prozent Marktanteil den Film. In der werberelevanten Zielgruppe schauten 4,33 Millionen zu, was zu einem Marktanteil von 38,6 % führte.

## Soundtrack
1. „Liebe Ist“ − Nena
2. „Our House“ − Madness
3. „I Want You Back“ − The Jackson Five
4. „Kiss Me“ − Sixpence None the Richer
5. „Crocodile Rock“ − Elton John
6. „Bad Bad Leroy Brown“ − Dan Markx Orchestra
7. „I Get A Kick Out Of You“ − Dan Markx Orchestra
8. „Come Fly With Me“ − Dan Markx Orchestra
9. „Goldfinger“ − Dan Markx Orchestra
10. „Über sieben Brücken“ − Mathis Künzler
11. „Somethin’ Stupid“ − Dan Markx Orchestra
12. „My Way“ − Dan Markx Orchestra
13. „Copacabana“ − Dan Markx Orchestra
14. „Mack The Knife“ − Dan Markx Orchestra
15. „Endless Love“ − Diana Ross & Lionel Richie
16. „Lute Trills“ − Sonic Future
17. „You Are So Beautiful“ − Joe Cocker
18. „I Will Always Love You“ − Whitney Houston